# Еммет (Небраска)
Еммет (англ. Emmet) — селище (англ. village) в США, в окрузі Голт штату Небраска. Населення — 46 осіб (2020).

## Географія
Еммет розташований за координатами 42°28′33″ пн. ш. 98°48′33″ зх. д. / 42.47583° пн. ш. 98.80917° зх. д. (42.475698, -98.809302).  За даними Бюро перепису населення США в 2010 році селище мало площу 0,67 км², уся площа — суходіл.

## Демографія
Згідно з переписом 2010 року, у селищі мешкало 48 осіб у 20 домогосподарствах у складі 13 родин. Густота населення становила 72 особи/км².  Було 24 помешкання (36/км²).
Расовий склад населення:
| - 100,0 % — білих |

До двох чи більше рас належало 0,0 %. Частка іспаномовних становила 0,0 % від усіх жителів.
За віковим діапазоном населення розподілялося таким чином: 29,2 % — особи молодші 18 років, 56,2 % — особи у віці 18—64 років, 14,6 % — особи у віці 65 років та старші. Медіана віку мешканця становила 49,5 року. На 100 осіб жіночої статі у селищі припадало 92,0 чоловіків;  на 100 жінок у віці від 18 років та старших — 78,9 чоловіків також старших 18 років.
Середній дохід на одне домашнє господарство  становив 44 606 доларів США (медіана — 41 250), а середній дохід на одну сім'ю — 46 981 долар (медіана — 46 250). За межею бідності перебувало 5,3 % осіб, у тому числі 0,0 % дітей у віці до 18 років та 25,0 % осіб у віці 65 років та старших.
Цивільне працевлаштоване населення становило 27 осіб. Основні галузі зайнятості: освіта, охорона здоров'я та соціальна допомога — 22,2 %, мистецтво, розваги та відпочинок — 18,5 %, будівництво — 14,8 %.